# Освајач
Освајач (енгл. Loverboy) је америчка драма из 2005. године са Киром Сеџвик у главној улози, у режији њеног супруга Кевина Бејкона.

## Прича
Филм почиње Емилином (Сеџвик) причом о свом сексуалном животу као и о свом савршеном сину Полу, ком се посветила после бројних пропалих веза. Дала му је име по једном од мушкараца са којим је имала секс (чак му тепа Освајач). Прича неколико пута на кратко иде у прошлост, у доба Емилиног детињства, где видимо да је била сексуално уземиравана од стране њене комшинице, госпође Харкер. Тај однос касније се одражава и на њену везу са сином. Све време филма, Емили је у колима са Полом. Након што га успава, укључује мотор аутомобила с циљем да их обоје угуши. Ујутру је Емили пронађена мртва, али је Пол преживео. Радња се на крају пребацује у будућност, где видимо Пола са својом девојком, како јагњету шапуће реченицу коју му је често понављала његова мајка: Када си уплашен, постоји простор за могућности.

## Улоге
| Глумац          | Улога          |
| --------------- | -------------- |
| Кира Сеџвик     | Емили          |
| Доминик Скот-Ки | Пол (6 година) |
| Кевин Бејкон    | Марти          |
| Сандра Булок    | госпођа Харкер |
| Блер Браун      | Џенет Раули    |
| Мет Дилон       | Марк           |
| Оливер Плат     | гос. Померој   |
| Кембел Скот     | Полов отац     |
| Мариса Томеј    | Сибил          |